# 阿給茲歐耶哈
阿給茲歐耶哈（鄒語：Ake'c'oeha），又稱河伯，是台灣鄒族神話裡的河神，位階為下神，管理著河川。

## 職責
阿給茲歐耶哈的意思來自「祖父（Ak'i）」與「河（Ts'oeha）」，他是各處溪流的管理者，不管是河道本身還是河中生物都在他的管理之下，因此他也是漁獲的保障，只要祭祀他河中的魚就會大量繁衍，同時他保護著過河或游泳的族人不會被陰辜諸加害、並防範外族過河侵犯，為保境神之一。

## 祭典
主要祭祀阿給茲歐耶哈的祭典為河祭，每年小米收成的一個月後舉行。